# Copa Intercontinental
A Copa Intercontinental (português brasileiro) ou Taça Intercontinental (português europeu), Copa Europeia/Sul-Americana (português brasileiro) ou Taça Europeia/Sul-Americana (português europeu) , ou Copa Toyota (português brasileiro) ou Taça Toyota (português europeu), foi a primeira versão da competição tira-teima entre os clubes campeões continentais, incluindo os campeões da Liga dos Campeões da UEFA e da Copa Libertadores da América, realizada de 1960 a 2004. Conforme entendimento da FIFA, de 2017, o antigo torneio anual é predecessor direto da Copa do Mundo de Clubes da FIFA (atual Copa Intercontinental da FIFA), a versão intercontinental expandida com os campeões de outros continentes, outorgando o posto de "campeão mundial de futebol" antes desta.
De 1960 até 1979, a competição foi organizada por meio de uma parceria entre UEFA e CONMEBOL, com os jogos ocorrendo nos países dos respectivos campeões continentais, em dois jogos, no sistema de ida-e-volta. De 1960 a 1968, o regulamento levava em conta apenas a quantidade de vitórias, sem considerar o saldo de gols; em caso de uma vitória para cada ou dois empates, uma terceira partida era necessária, o que ocorreu em 1961, 1963, 1964 e 1967, sendo utilizado país-neutro nestas duas últimas. De 1969 a 1979, o agregado de gols definia o vencedor, com o jogo-extra acontecendo diante de igualdade no somatório. A exceção neste período foi a edição de 1973, jogada em partida única. Nas edições de 1971, 1973, 1974, 1977 e 1979, o clube campeão europeu se recusou a participar e foi substituído pelo vice-campeão; em  apenas uma entre estas cinco ocasiões, o vice-campeão europeu se sagrou vencedor do duelo (1974). O primeiro campeão foi o Real Madrid; na edição seguinte, em 1961, o Peñarol, vice-campeão do ano anterior, tornou-se o primeiro sul-americano campeão.
A partir de 1980, a competição foi disputada em uma única partida, no Japão, passando a ser organizada pela Associação de Futebol do Japão e denominada Copa Toyota, em razão do patrocínio da Toyota Motor. Nesta nova fase, UEFA e CONMEBOL tornaram-se supervisoras da competição. Destarte, todas as edições, desde 1960, foram organizadas ou supervisionadas pelas confederações continentais representadas, que lhe deram a chancela de oficial, não sendo um evento de organização da FIFA. O novo formato, disputado no Japão, decorreu com sucesso até 2004, quando o torneio fundiu-se com o Campeonato Mundial de Clubes da FIFA, na segunda edição deste certame, a primeira com fórmula eliminatória, em 2005 (a primeira edição, com fase de grupos, ocorreu em 2000). O FC Porto, de Portugal, foi a última equipe a vencer a Copa Intercontinental, em 2004. AC Milan, Real Madrid, Boca Juniors, Peñarol e Nacional dividem o posto de maior campeão, com três títulos, sendo que este primeiro foi quatro vezes vice-campeão, liderando em participações. Das 43 edições, 22 foram vencidas pelo representante da América do Sul e 21 pelo time da Europa.
Em novembro de 2017, a FIFA reconheceu retroativamente a Copa Intercontinental como torneio mundial oficial, aceitando-a como precursora da Copa do Mundo de Clubes da FIFA e declarando o vencedor de cada edição como o campeão mundial daquele ano. O reconhecimento foi concedido graças a uma solicitação do presidente da CONMEBOL, Alejandro Domínguez, que foi aceita pela entidade. No entanto, sem promover, naquela ocasião, a unificação com a então competição anual da FIFA (atualmente, a FIFA prima a lista com os campeões mundiais desde 1960).

## História

### Antecedentes

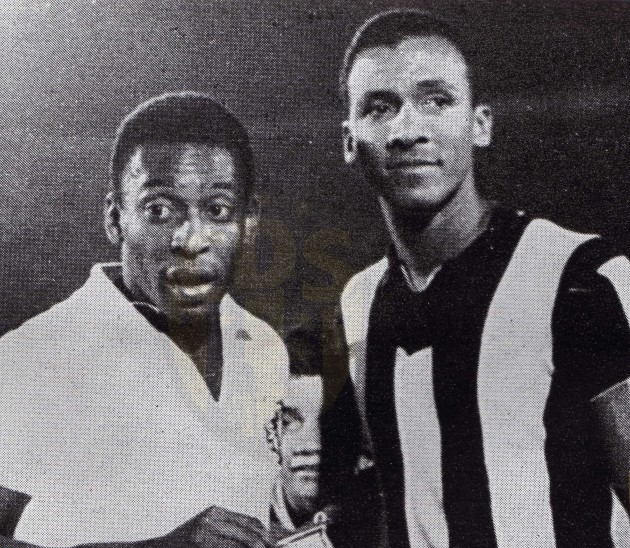
Cumprimentando-se antes da final da Copa Libertadores de 1962, os maiores artilheiros da história da Copa Intercontinental: o brasileiro Pelé, do Santos, e o equatoriano Alberto Spencer, do Peñarol, respectivamente com 7 e 6 gols na história da disputa euro-sul-americana.

A Copa Intercontinental apresentou uma inovação: nas competições internacionais de clubes anteriores, os clubes (em geral, clubes campeões) participavam como representantes de seus respectivos países, a Copa Intercontinental foi a primeira competição em que os clubes participavam como representantes não de seus países, mas sim de seus continentes. A Copa Intercontinental não foi a primeira competição de clubes envolvendo representantes originários da Europa e América do Sul, tendo sido antecedida pela Copa Rio e pela Pequena Taça do Mundo.
O Les Actualités Françaises, em reportagem de vídeo publicada em 19/06/1957 com imagens narradas da partida,  cita a partida entre Vasco da Gama e Real Madrid na final do Torneio de Paris de 1957 como o confronto entre "a melhor equipe da América do Sul e o campeão europeu", o que a tornaria a primeira partida entendida como o "melhor time da Europa versus o melhor time da América do Sul", antes da criação da Copa Intercontinental, podendo ter influenciado para a proposta de criação da mesma em 1958 (vide abaixo). Santiago Bernabéu (então presidente do Real Madrid, em 1957 e 1958) e Jacques Goddet (administrador do estádio Parc des Princes quando Vasco e Real Madrid lá disputaram a final do Torneio de Paris de 1957) estiveram envolvidos na criação da Copa Intercontinental em 1958 (vide abaixo), o que apoia também a hipótese de possível influência do Torneio de Paris 1957 para a ideia de criação da Copa Intercontinental. O Torneio de Paris de 1957 foi a única competição com clubes de mais de um continente da qual o Real Madrid participou entre tornar-se campeão europeu em 1956 e a criação da Copa Intercontinental, sendo outra evidência da hipótese de que o Torneio de Paris tenha sido disputado com o espírito de disputa euro-sul-americana que posteriormente marcaria a criação da Copa Intercontinental (o Real Madrid participou da Pequena Taça do Mundo de 1956, mas fora convidado à mesma antes de sagrar-se campeão europeu; o Real Madrid só não participou da edição de 1958 do Torneio de Paris em função da proximidade de datas entre o mesmo e a final da Liga dos Campeões da UEFA de 1957/1958; e em outubro de 1958, foi anunciada a criação da Copa Intercontinental). Em junho de 2023, artigo no site da FIFA sobre a Copa Intercontinental se referiu à final do Torneio de Paris de 1957 como "the most notable" (o mais notável) entre "examples of teams from two continents meeting before 1960" (exemplos de clubes de dois continentes se encontrando antes de 1960 - ou seja, antes da Copa Intercontinental), e que "reflected the possibilities that lay ahead" (refletiu as possibilidades que estavam adiante).
A despeito de algumas fontes recentes afirmarem uma relação entre estes torneios e a Copa Intercontinental, os jornais que tratam da criação da mesma em 1958 não fazem referência a estes torneios anteriores. Ademais, a Copa Intercontinental foi a primeira competição intercontinental (com clubes de mais de um continente) organizada por entidades continentais do futebol (UEFA e CONMEBOL), e a primeira a indicar o campeão continental na qualificação dos participantes (campeão da Copa dos Campeões da Europa contra o campeão da Copa Libertadores da América).

### A Criação

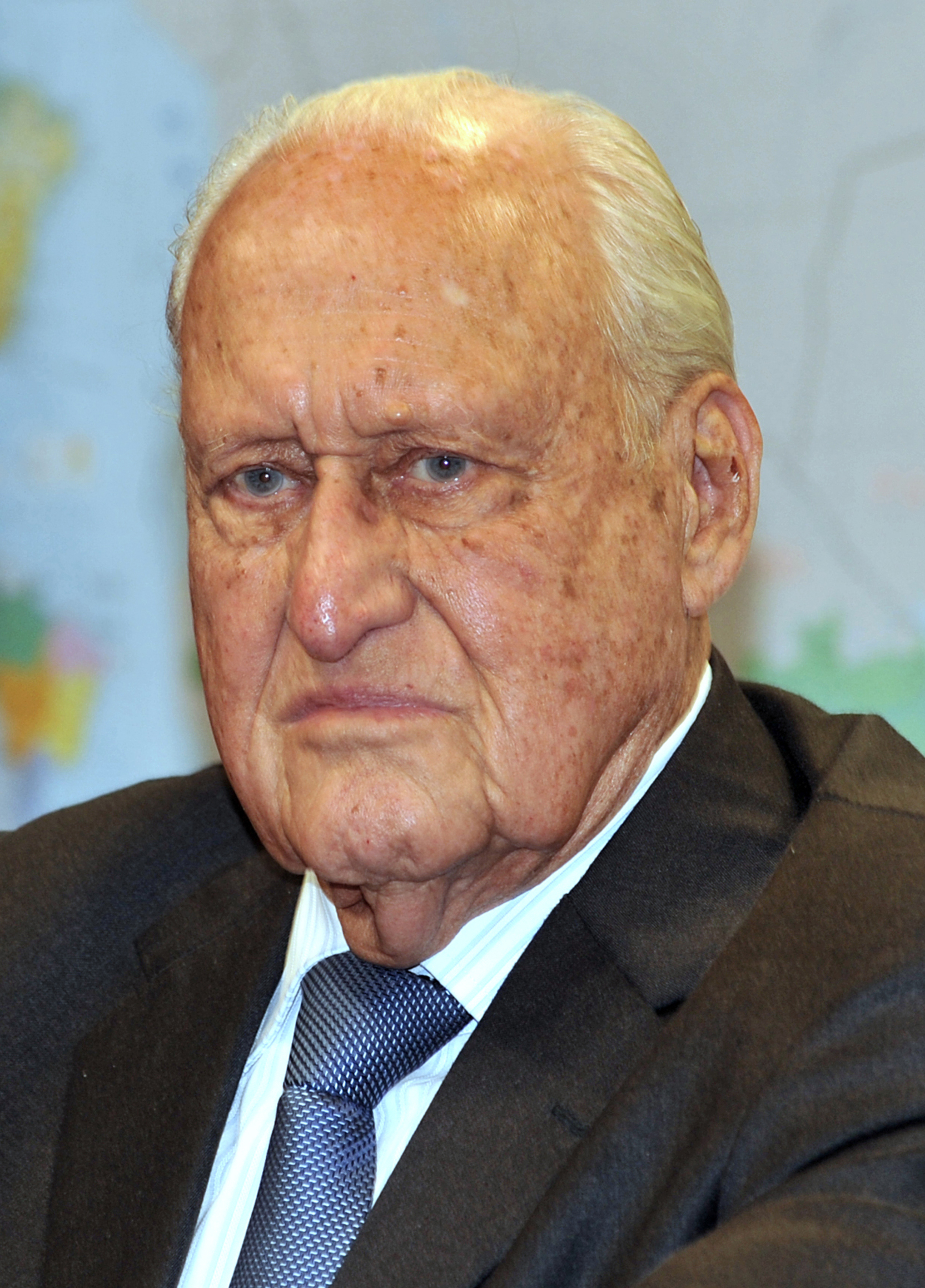
João Havelange. Como presidente da CBD, impulsionou a criação das Taças Brasil, Libertadores e Intercontinental, anunciando o projeto em reunião da UEFA, da qual participou como convidado em 08 de outubro de 1958.

A primeira menção a um encontro intercontinental entre uma equipe representativa da Europa e outra da América ocorreu em março de 1957, porém dizia respeito a seleções, não clubes: seria uma partida entre uma seleção europeia e outra americana (esta, composta de jogadores de seleções sul-americanas), que seria realizada no Estádio Santiago Bernabeu em 1958, organizada pela UEFA antes da Copa do Mundo de 1958. Porém, não ocorreu.
Em setembro de 1958, o então presidente da CONMEBOL, o brasileiro José Ramos de Freitas, fez uma viagem à Argentina para, dentre outros assuntos, tratar da criação  de um campeonato sul-americano de clubes campeões, e em 08 de outubro de 1958, foi anunciada em Paris pelo presidente da CBD, João Havelange, a decisão de realizar a Copa dos Campeões da América (mais tarde chamada de Copa Libertadores da América) e a Copa Intercontinental, esta última uma confrontação anual entre os clubes campeões de Europa e América, em jogos de ida e volta (um jogo em cada um dos países dos clubes envolvidos, e um jogo-desempate, se necessário), tendo as duas competições (Libertadores e Intercontinental) sido propostas em parte com o objetivo de permitir testar a invencibilidade do mesmo Real Madrid, campeão da Europa, contra o melhor clube da América do Sul, a ser definido na Copa Libertadores. A proposta de João Havelange de 1958 vislumbrava a possibilidade de incluir clubes campeões não só da América do Sul mas também de México, Estados Unidos e Canadá, porém acabou incluindo apenas os da América do Sul (filiados à CONMEBOL). Algumas fontes atribuem ao Real Madrid, em particular a seu presidente Santiago Bernabéu, o impulso para o estabelecimento da Copa Intercontinental, pois o clube desejaria testar sua hegemonia além da Europa, onde vinha sagrando-se campeão continental, e a matéria do jornal El Mundo Deportivo, de 9 de outubro de 1958, traz declarações do então presidente do Real Madrid, Santiago Bernabéu, de que o clube postulava continuar vencendo a Copa dos Campeões da Europa e poder jogar a final intercontinental contra o campeão sul-americano. Algumas fontes afirmam que foi o dirigente francês Henri Delaunay o idealizador da Copa Intercontinental. Porém, isso é incerto, pois Delaunay faleceu em 1955, quando sequer a primeira edição da Copa dos Campeões da Europa havia sido concluída, e a mais antiga menção à criação da Copa Intercontinental já encontrada é o anúncio feito por João Havelange em Paris em 8 de outubro de 1958. Em 2 de agosto de 1959, o Congresso da CONMEBOL ratificou a criação da Copa Libertadores, então ainda chamada de Copa dos Campeões da América. Em 1960, as propostas foram concretizadas: foram criadas a Copa Libertadores e a Copa Intercontinental, esta última endossada pela UEFA e CONMEBOL, sendo a primeira competição bicontinental de clubes a ser estabelecida por estas duas entidades, na forma de uma confrontação anual entre o campeão europeu (campeão da Copa dos Campeões da Europa, da UEFA) e o campeão sul-americano (campeão da Copa Libertadores da América, da CONMEBOL), em sua primeira edição (1960) vencida pelo Real Madrid, que se tornara pentacampeão europeu ao vencer a edição de 1959/1960 da Copa dos Campeões da Europa. Vale observar que o ano da proposta oficial foi 1958, após a Copa do Mundo de 1958, primeiro título de um país sul-americano em uma Copa disputada em território europeu e sem desistências de relevantes seleções europeias, o que provavelmente teria causado o aumento do apelo de uma final intercontinental de clubes entre Europa e América do Sul.
Segundo o jornal Tribuna da Imprensa, a ideia para a criação da Copa Intercontinental veio de João Havelange e Jacques Goddet, este do jornal L'Equipe, o mesmo jornal que, através de Jacques Ferran e Gabriel Hanot, dera a ideia para a criação da Copa dos Campeões da Europa, e que em 1973 e 1975, através do mesmo Goddet, daria a ideia para a criação de uma Copa do Mundo de Clubes da FIFA com todos os campeões continentais existentes.

### A reação da FIFA à criação da Copa Intercontinental

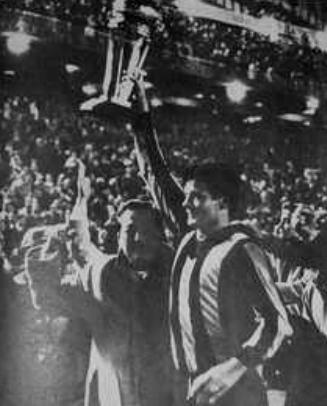
Peñarol, campeão da Copa Intercontinental em 1966. Ao longo de 43 edições em 45 anos, a Copa Intercontinental apresentou 25 clubes campeões.

Quando foi criada, a Copa Intercontinental foi considerada como sendo o título mundial de clubes. Ao longo da sua existência (1960-2004), a Copa Intercontinental foi chamada de Mundial de Clubes não apenas no Brasil, ou no resto da América do Sul, mas também na Europa: por exemplo, cobrindo a vitória do Flamengo sobre o Liverpool na edição de 1981, o jornal escocês The Herald se referiu à competição como "jogo do campeonato mundial de clubes".
Em 1960, cobrindo o título do Real Madrid na primeira edição da Copa Intercontinental, o jornal espanhol El Mundo Deportivo chamou o clube de "O Primeiro Campeão Mundial" de clubes, porém observou que a competição não incluía africanos, asiáticos e outros federados da FIFA. Isso, pois a Copa Intercontinental era reservada a equipes de Europa e América do Sul, enquanto desde 1930 a FIFA organizava a Copa do Mundo, cuja forma de acesso e participação (convites da FIFA a todos os seus países-filiados em 1930 e torneios de Eliminatórias desde 1934) era aberta a todos os países que fossem filiados da FIFA e que quisessem se inscrever, independente do seu continente de origem. Algumas vezes desde 1930, países-filiados da FIFA de alguns continentes não se candidatavam a participar da Copa do Mundo, ou se candidatavam mas não conseguiam passar com sucesso pelas eliminatórias, mas a tentativa de participar da Copa do Mundo não era impossibilitada pela localização continental do país-filiado, com países europeus, americanos (sul, norte e centro-americanos), asiáticos e africanos sendo convidados pela FIFA à Copa do Mundo já em 1930 e disputando as eliminatórias da Copa desde 1934; sobre a Oceania, a Austrália se filiaria à FIFA apenas em 1963 e estrearia nas Eliminatórias da Copa seguinte, 1966. Já no caso da Copa Intercontinental, a tentativa de participar seria impossível a clubes de fora de Europa e América do Sul, ou seja, impossível a clubes que não fossem filiados à UEFA ou CONMEBOL. Se por um lado o jornal espanhol ressaltou que a Copa Intercontinental era um mundial que não incluía africanos, asiáticos e outros federados da FIFA, por outro lado o jornal expressou dúvida se nestas regiões havia futebol à digna altura dos dois grupos de nações que marcam a pauta no Velho Mundo (Europa) e no Novo Mundo (América)."
A criação da Copa Intercontinental em 1960 gerou uma disputa de "jurisdições" entre UEFA (co-organizadora, assim como a CONMEBOL) e FIFA. A FIFA se negou a autorizar a competição, em 1961 a FIFA a proibiu de continuar sendo realizada, a não ser que os participantes lhe dessem o status de "amistoso privado", e vetou que o Real Madrid (campeão da primeira edição em 1960) se declarasse campeão mundial, determinando que o mesmo se declarasse campeão intercontinental, pelo fato da competição ser reservada aos campeões de apenas 2 confederações. Segundo a Revista Oficial da UEFA, a Copa Intercontinental foi disputada como título "não-oficial" após a negativa da FIFA em autorizá-la. Em 27 de novembro de 1963, o jornal espanhol El Mundo Deportivo comentou que até aquele momento a FIFA havia lavado as mãos sobre a competição, e que provavelmente não oficializaria a Copa Intercontinental tendo em vista a violenta final da edição de 1963. O jornal comenta a possibilidade da FIFA reconhecer a competição e esta passar a incluir os futuros clubes campeões de Ásia e África e ser jogada em campo-neutro. Em 1967, os dirigentes da FIFA (seu Sub-Secretário René Courte e seu presidente Stanley Rous), disseram que, oficialmente para a FIFA, a Copa Intercontinental era uma "Copa Europeia-Sul-Americana amistosa". Na ocasião, em novembro de 1967, a imprensa espanhola destacou que, oficialmente, a Copa Intercontinental não era reconhecida pela FIFA, portanto não possuindo jurisdição mundial, mas era reconhecida por UEFA e CONMEBOL, portanto sendo de jurisdição "intercontinental".
Em 1963, ocorreu a primeira final da Copa Intercontinental marcada pela violência. A terceira partida (de desempate), realizada no Maracanã, foi polêmica: o jogador Almir Pernambuquinho (que substituiu Pelé na partida-desempate) teria supostamente afirmado em sua autobiografia que o Santos subornou o árbitro da partida-desempate e que teria jogado dopado aquela partida; a suposta história de doping e suborno jamais foi comprovada, porém fontes isentas comprovam que o árbitro (o argentino Juan Brozzi) foi conivente à violência na partida e que os jogadores do Milan teriam ficado revoltados com a sua atuação.

### A violência Rioplatense

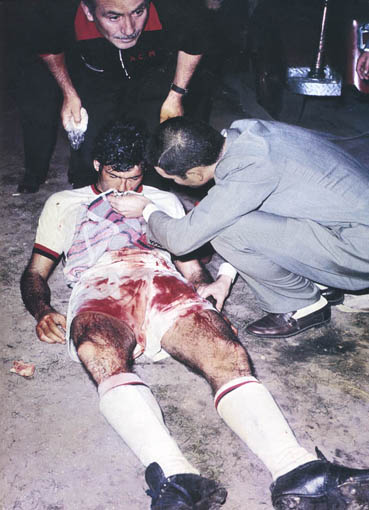
Néstor Combin, jogador do Milan, ensanguentado após a final da Copa Intercontinental de 1969, contra a equipe argentina do Estudiantes.

Como resultado da violência praticada na Copa Libertadores por clubes argentinos e uruguaios durante a década de 1960, desentendimentos com a CONMEBOL, a falta de incentivos financeiros e a forma violenta, brutal e polêmica pela qual a seleção brasileira foi tratada na Copa do Mundo da FIFA de 1966, por times europeus, o futebol brasileiro - incluindo os clubes nacionais - se recusaram a participar de competições internacionais no final da década de 1960, incluindo a Copa Libertadores e, consequentemente, a Copa Intercontinental. Durante este tempo, a competição tornou-se marcada pelo "jogo sujo". Problemas de calendário, atos de brutalidade, mesmo em campo, e boicotes mancharam sua imagem, a ponto de colocar em questão se valeria a pena organizá-la.
A edição de 1967 entre o Racing Club, da Argentina , e o Celtic, da Escócia, foi violenta, com o terceiro jogo decisivo sendo batizado de "A Batalha de Montevidéu", depois que três jogadores do lado escocês e dois do lado argentino foram expulsos. Um quarto jogador do Celtic também foi expulso, mas em meio ao caos, ele conseguiu se manter em campo.
Porém, foram os eventos da edição de 1969 que mais prejudicaram a imagem da competição. Depois de uma vitória por 3-0 em San Siro, o Milan foi para Buenos Aires jogar contra o Estudiantes em La Bombonera. Os jogadores do Estudiantes chutaram as bolas em cima da equipe do Milan enquanto seus jogadores se aqueciam e café quente foi derramado sobre os italianos quando saíam do túnel pelos torcedores do Estudiantes. Cotoveladas e supostamente até mesmo agulhas foram usadas contra a equipe do Milan, a fim de intimidá-los. Pierino Prati ficou inconsciente e continuou em campo por mais 20 minutos, apesar de sofrer uma leve concussão. O goleiro do Estudiantes, Alberto Poletti, também deu um soco em Gianni Rivera, mas o tratamento mais cruel foi reservado a Néstor Combin, atacante nascido na Argentina, que enfrentou acusações de ser um traidor por estar do lado oposto da partida intercontinental.
Combin foi chutado na cabeça por Poletti e mais tarde teve seu nariz e bochecha quebrados pelo cotovelo de Ramón Aguirre Suárez. Mesmo ensanguentado e ferido, pediu-se que Combin retornasse ao campo pelo árbitro, mas desmaiou. Enquanto estava inconsciente, Combin foi preso pela polícia argentina sob a acusação de não ter prestado o serviço militar no país. O jogador foi forçado a passar uma noite em cela, sendo liberado depois de explicar que ele havia cumprido os requisitos de serviço militar como cidadão francês. O Estudiantes venceu o jogo por 2 a 1, mas o Milan conquistou o título no total das partidas.
O jornal italiano Gazzetta dello Sport apelidou o evento de "Noventa minutos de caçada a um homem". A imprensa argentina respondeu com "Os ingleses estavam certos" - uma referência à famosa descrição que Alf Ramsey fez da seleção argentina de futebol como "animais" durante a Copa do Mundo de 1966. A Federação de Futebol da Argentina (AFA), sob forte pressão internacional, tomou medidas severas. O Presidente da Argentina, ditador militar Juan Carlos Onganía, convocou o representante do Estudiantes, Oscar Ferrari, e exigiu "as mais severas medidas apropriadas em defesa do bom nome do esporte nacional." Sobre o episódio, ele comentou que "Foi um lamentável espetáculo que violou a maioria das normas de ética esportiva". Poletti foi banido do esporte para toda a vida, Suárez foi banido por 30 jogos, e Eduardo Manera por 20 jogos, com o primeiro e último passando um mês na cadeia.

### A crise
Além da violência, a edição de 1967 da Copa Intercontinental foi também a primeira vez em que começou a vir à tona um certo desinteresse europeu, particularmente britânico, pelo título da competição: antes do terceiro jogo (jogo-desempate), os escoceses do Celtic afirmaram que queriam o título intercontinental "não tanto por eles próprios" mas sim para não permitir que o título fosse para o Racing, com quem desenvolveram rivalidade em função dos incidentes violentos nos 2 primeiros jogos.
Em resposta à violência na Copa Intercontinental de 1967, em junho de 1968 a UEFA propôs uma mudança no regulamento da competição: o saldo de gols das equipes passaria a contar como critério de desempate caso as equipes empatassem com uma vitória cada nos dois primeiros jogos. O objetivo da proposta era reduzir a possibilidade de que fosse necessária uma terceira partida de desempate, pois tanto na Copa Intercontinental de 1963 quanto na de 1967, foi na partida de desempate que ocorreram os episódios de maior violência. A proposta da UEFA foi aceita e passou a valer a partir da edição de 1968 da Copa Intercontinental.
Em 1970, a Copa Intercontinental é criticada pela primeira vez do ponto de vista do mérito técnico dos participantes. Em 22 de outubro de 1970, o jornal espanhol El Mundo Deportivo publica artigo crítico à Copa Intercontinental, primeiramente, com as críticas sobre a então já notória violência da competição, e também as já notórias críticas de Stanley Rous ao fato da competição não dar oportunidade de participação a clubes de Ásia e África e portanto não ser um "autêntico mundial de clubes". Porém, nesta matéria, o jornal critica a Copa Libertadores da América, dizendo que a competição não era uma representação adequada do futebol sul-americano (ou seja, o jornal criticava a forma de escolha do representante sul-americano na Copa Intercontinental). O jornal critica a fórmula de disputa da Copa Libertadores, e acima de tudo, critica o valor de título sul-americano uma vez que a mesma não contava com clubes do Brasil. Das edições da Copa Libertadores de 1966 a 1970, o Brasil teve participantes apenas nas edições de 1967 e 1968, em 1967 tendo apenas 1 representante na competição (a metade dos outros países), porém retornando à disputa da Copa Libertadores em 1971.

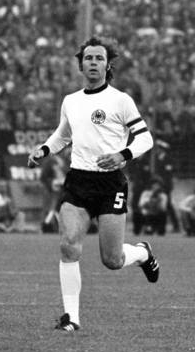
Franz Beckenbauer, o grande nome do time alemão Bayern Munique, vencedor da Copa Intercontinental em 1976, uma das 3 vezes na década de 1970 em que o campeão europeu aceitou participar da competição; porém, mesmo vencendo o título, após a final de 1976, o técnico do Bayern, Dettmar Cramer, declarou que um amistoso teria sido financeiramente preferível à Copa Intercontinental, adicionando que o público europeu tinha pouco interesse pela mesma.

Em 1971, o campeão europeu Ajax se recusa a disputar a Copa Intercontinental, a primeira entre 7 vezes na década de 1970 em que isso ocorreria. Chegou-se a cogitar que o campeão sul-americano Nacional de Montevidéu (Uruguai) poderia ser declarado campeão da Copa Intercontinental por antecipação em função de "forfait" do adversário. Porém, a Conmebol sugere que o vice-campeão europeu, Panathinaikos (Grécia) tome o lugar do campeão Ajax na disputa, e a proposta é aceita pela UEFA. Assim, surge a regra de que, em caso de desistência do campeão europeu, o vice-campeão assume o seu lugar. Em algumas destas ocasiões, os vice-campeões europeus eram clubes não considerados como de grande expressão no futebol europeu, o que passou a gerar críticas ao nível técnico da Copa Intercontinental; por exemplo, em um artigo de 1980, João Saldanha escreve sobre ocasiões em que a Copa Intercontinental foi disputada pelo vice-campeão europeu, citando casos de Panathinaikos da Grécia e Malmoe da Suécia, que não estariam "nem entre os primeiros 40 times europeus", segundo Saldanha.
Em 1975, a Copa Intercontinental foi pela primeira vez descontinuada. Em julho deste ano, o campeão europeu de 1974/1975 Bayern de Munique anunciou sua decisão de não disputá-la. Desde a edição de 1971, já estava estabelecido que, em caso de desistência do campeão europeu, o vice assumiria o seu lugar. Porém, o vice-campeão europeu da temporada 1974/1975, o Leeds United inglês, foi suspenso de competições internacionais pela UEFA em função de distúrbios causados pelos seus torcedores quando da final da Copa dos Campeões da Europa daquele ano. A imprensa espanhola chegou a sugerir a realização de uma inédita "decisão de terceiro lugar" entre os clubes derrotados nas semi-finais da Copa Europeia daquele ano, Barcelona/Espanha e Saint-Etienne/França, de forma a indicar um representante europeu para a Copa Intercontinental daquele ano, mas a ideia não vingou e acabou não ocorrendo a decisão da Copa Intercontinental referente a 1975.
No total da década de 1970, os clubes campeões europeus se recusaram a jogar a Copa Intercontinental em 7 entre os 10 anos da década. As recusas foram: Ajax/Holanda em 1971 e 1973, Bayern de Munique/Alemanha em 1974 e 1975, Liverpool/Inglaterra em 1977 e 1978,  e Nottingham Forrest/Inglaterra em 1979. Mesmo nas 3 ocasiões da década de 1970 em que o campeão europeu disputou a competição (1970: Feyenoord/Países Baixos, 1972: Ajax/Países Baixos, 1976: Bayern de Munique/Alemanha), em pelo menos duas destas três ocasiões os clubes europeus chegaram a rebaixar a importância da competição, mesmo saindo vitoriosos dela: após o holandês Ajax vencer o argentino Independiente na final da Copa Intercontinental de 1972, o jornal holandês De Telegraaf publicou que a disputa não foi mais difícil que um "encontro banal pela Copa da Europa", e após o Bayern de Munique vencer a Copa Intercontinental de 1976, seu técnico Dettmar Cramer declarou que um amistoso teria financeiramente valido mais a pena, dizendo que o público europeu tinha pouco interesse pela Copa Intercontinental. Em declarações recentes ao site da FIFA (em 2013) sobre a edição de 1976 da Copa Intercontinental, o capitão do Bayern de Munique vencedor da Copa Intercontinental de 1976, Franz Beckenbauer declarou que a Copa Intercontinental não tinha nenhuma significância real; por outro lado, seu companheiro de equipe Gerd Muller apresentou visão contrária, declarando que foi "definitivamente muito especial" e "um dos melhores momentos de sua carreira" e que ele esperava (antes da final da Copa do Mundo de Clubes de 2013), que o Bayern de Munique "trouxesse o troféu pela terceira vez para Munique após 1976 e 2001" (ou seja, considerando a Copa Intercontinental e a Copa do Mundo de Clubes da FIFA como o mesmo troféu).
Em 1979 chegou-se a cogitar que a Copa Intercontinental seria extinta.

### Renascimento no Japão

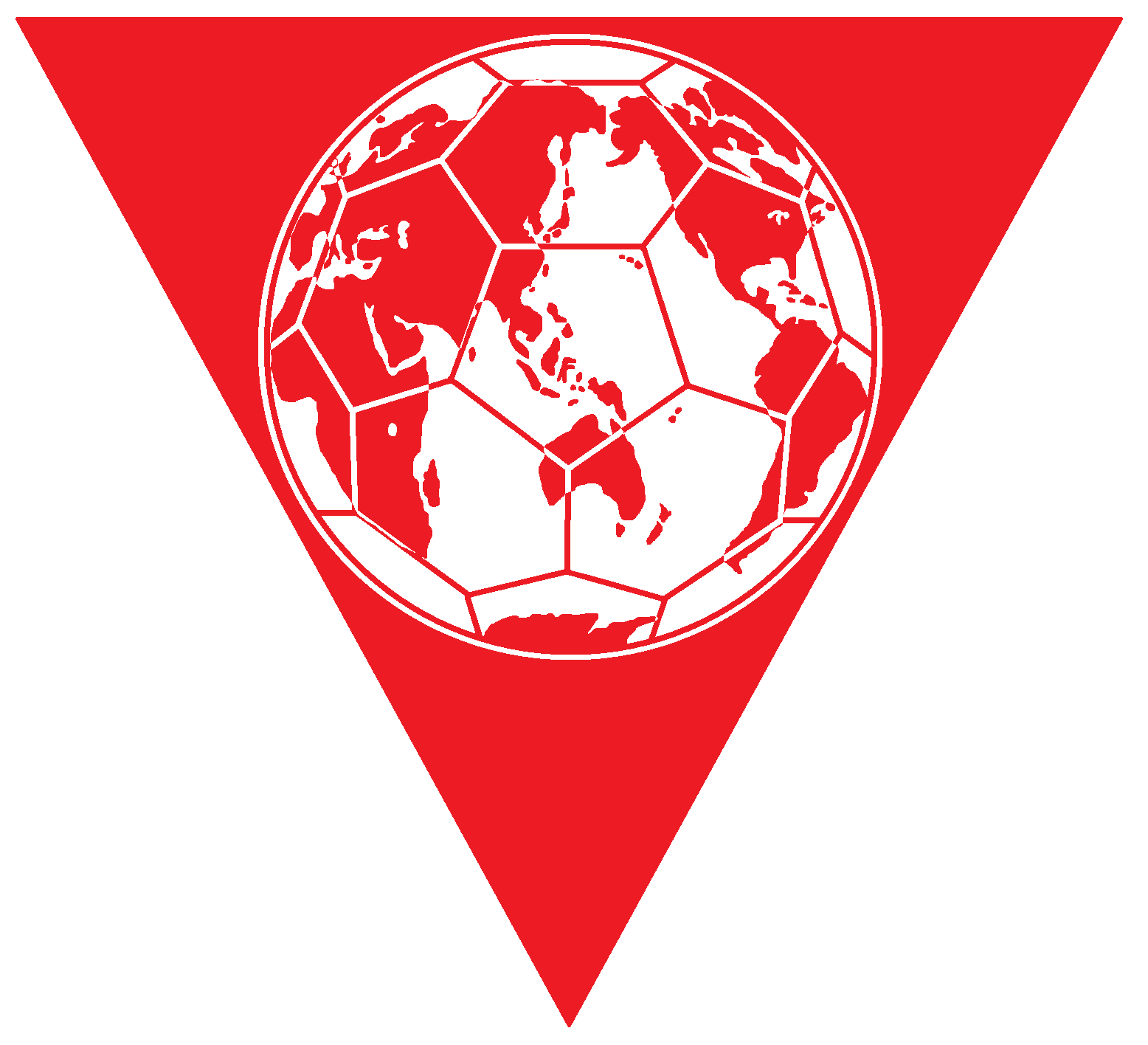
Logo oficial da competição entre os anos de 1980 e 2004.

Ao observar a deterioração da Copa Intercontinental, a empresa automotiva japonesa Toyota Motor manifestou interesse em patrocinar a competição, conferindo-lhe uma sobrevida na década de 80. Em 1980, considerou-se a possibilidade de escolher Nova York como local para a disputa da Copa Intercontinental; no entanto, por questões de patrocínio, a escolha recaiu sobre Tóquio. O objetivo era impulsionar o futebol no Japão e lucrar com a transmissão televisiva da partida. 
A Associação de Futebol do Japão integrou-se à organização da competição, sob a supervisão da UEFA e da CONMEBOL, as entidades responsáveis pela criação do torneio mundial. A decisão foi alvo de críticas devido ao fato de Tóquio ser uma cidade fora, e bastante distante, da Europa e da América do Sul. Outra crítica apontava que o aspecto comercial e midiático passara a sobrepor-se ao aspecto técnico e esportivo: no inverno japonês, FC Porto e Peñarol disputaram a competição em 1987 sob pesada neve, em condições que não eram propícias à prática esportiva. No entanto, os executivos japoneses admitiram que, em virtude dos elevados valores envolvidos nos contratos de transmissão televisiva, o jogo não poderia ser adiado de maneira alguma.
Nessa nova fase, a competição passou a denominar-se Copa Europeia/Sul-Americana Toyota (abreviada como Copa Toyota), um segundo troféu foi entregue ao time campeão e foram incorporadas novas regras. Além de ser realizada em jogo único, em campo neutro no Japão, os clubes participantes eram obrigados a aderir à competição mediante contrato assinado, sob pena de enfrentarem consequências legais. Essa medida visava proteger-se contra a possibilidade de desistências europeias, conforme ocorreu na década de 70. O FC Barcelona, vencedor da Taça dos Clubes Campeões Europeus de 1991–92, considerou não participar da Copa Intercontinental de 1992, e a referida obrigação contratual pesou na sua decisão de jogar.

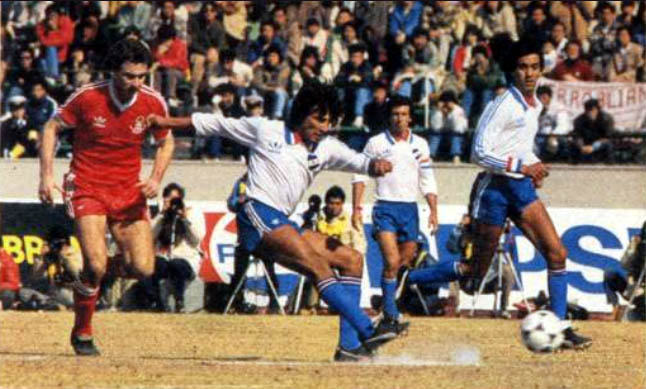
Waldemar Victorino a rematar durante o jogo de 1980, Nacional contra o Nottingham Forest, que foi o primeiro realizado no Japão

A primeira edição da Copa Toyota foi realizada em 1980, protagonizada pelo Nacional e o Nottingham Forest. Na época, o diretor técnico do Nottingham Forest afirmou que iria a Tóquio apenas para cumprir o contrato, levando apenas 14 jogadores do elenco, considerando a viagem uma 'visita relâmpago ao Japão'. Ele expressou que uma vitória na Copa Intercontinental sobre o Nacional de Montevidéu era menos 'tonificante' do que uma vitória sobre o Bristol na Copa da Inglaterra. Apesar da postura prepotente inglesa, o Nacional do Uruguai triunfou sobre o Nottingham Forest, tornando-se o primeiro clube campeão mundial no Japão.
A década de 80 foi marcada pelo domínio do futebol sul-americano, com equipes como Flamengo e Grêmio do Brasil, Nacional e Peñarol do Uruguai, Independiente e River Plate da Argentina conquistando títulos. Apenas Juventus, Porto e Milan conseguiram trazer o troféu de volta à Europa.
Segundo o jornalista britânico Tim Vickery, os ingleses não davam tanta importância para a competição, uma vez que abriram mão de disputar a Copa Intercontinental todas as vezes que tiveram esse direito na década de 1970. Vickery afirmou que, para os ingleses, o jogo no Japão não passou de um amistoso. Por outro lado, o ex-lateral do Liverpool, Phil Neal, afirmou que receberam uma verdadeira aula do Flamengo na decisão mundial de 1981, e que a derrota os inspirou a sair da décima segunda posição do Campeonato Inglês para o título naquela temporada. Graeme Souness, ex-volante do Liverpool, exaltou Zico e o classificou como imparável.
Naquela década, a Federação Inglesa de Futebol tentou organizar uma Copa do Mundo de Clubes patrocinada pela empresa promotora West Nally, mas foi derrubada pela UEFA.
Na década de 1990, evidenciou-se como um período dominado por times europeus, com Milan, Estrela Vermelha, Ajax, Juventus, Real Madrid, Manchester United e o Borussia Dortmund conquistando títulos mundiais. Apenas três troféus foram para a América do Sul, sendo o São Paulo campeão em 1992 e 1993, e o Vélez Sarsfield em 1994.
A década de 2000 viu o Boca Juniors vencer a competição duas vezes pela América do Sul, em 2000 e 2003, enquanto as vitórias europeias foram conquistadas pelo Bayern de Munique em 2001, Real Madrid em 2002 e Porto em 2004. Esta última edição marcou o encerramento da Copa Toyota, que se fundiu com o Mundial da FIFA, dando origem, em 2005, ao Campeonato Mundial de Clubes da FIFA Copa Toyota Japão 2005 (FIFA Club World Championship Toyota Cup Japan 2005, em inglês). A partir de 2006, o nome foi alterado para Copa do Mundo de Clubes da FIFA. Em que pese, a Toyota continuou a patrocinar o evento.

### Tentativas de inclusão de outras confederações

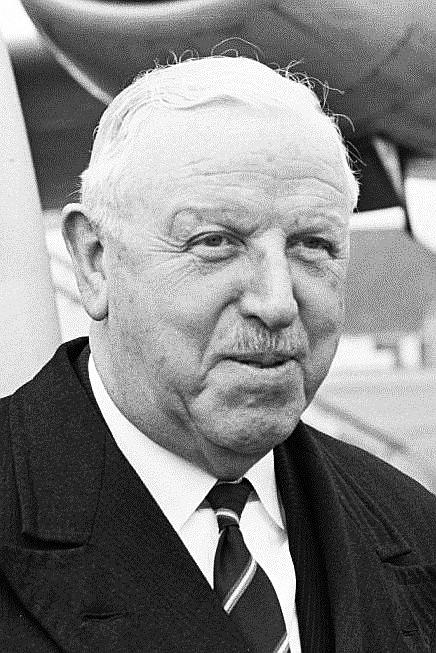
Em novembro de 1967, o presidente da FIFA Stanley Rous informou que a CONCACAF e a AFC queriam a inclusão de seus clubes campeões na Copa Intercontinental. Em 1970, a FIFA propôs a criação da Copa do Mundo de Clubes da FIFA, em que participariam todos os campeões continentais.

Segundo texto do site da FIFA, a partir do desenvolvimento do futebol em outras regiões do mundo (além de Europa e América do Sul), se tornou "irrealista" continuar conferindo o título simbólico de "campeão mundial de clubes" aos vencedores do confronto "Europa X América do Sul" (ou seja, a Copa Intercontinental), tendo sido esta a fundamentação da criação da Copa do Mundo de Clubes da FIFA. A Copa do Mundo de Clubes da FIFA teria sua primeira edição disputada no ano de 2000.
O Relatório de Atividades de 2005 da FIFA informa que a preeminência de Europa e América do Sul, no futebol mundial no final dos anos 1950, exemplificada pelos resultados nas edições da Copa do Mundo, aliado ao fato que Europa e América do Sul possuíam os dois únicos torneios continentais de clubes até então existentes, fez com que fosse natural que o "título mundial" fosse disputado entre os vencedores dos dois torneios continentais citados. Afirma que, com o tempo, o futebol "caminhou um longo caminho" desde que o desafio intercontinental foi lançado pela primeira vez, e que outras confederações organizavam torneios continentais de clubes, e lhes era negado, já há muitos anos, acesso a um evento de alcance mundial, e que para a FIFA, isso era razão suficiente para envolver-se em competições de clubes, organizando a edição inaugural do Campeonato Mundial de Clubes FIFA 2000 no Brasil, adicionado que o torneio ficou "no gelo" por algum tempo em função de alguns problemas, mas que, no fim de fevereiro de 2004, o Comitê Executivo da FIFA endossou a criação da Copa do Mundo de Clubes da FIFA de 2005, sendo o torneio uma expressão da solidariedade no futebol pois permite a participação de todas as confederações sem colocar um fardo sobre os clubes europeus e sul-americanos, que entram nas semi-finais e disputam no máximo 2 jogos.
Em 1961, foi fundada a Confederação Norte-Centro-Americana e Caribenha de Futebol, a CONCACAF, sendo que um dos objetivos dessa fundação era incluir os países dessa região na Copa Libertadores da América (à época chamada de Copa dos Campeões da América), o que seria, em teoria, uma expansão também da Copa Intercontinental, dado que a Libertadores era um dos pilares da Intercontinental.
Em 1962, a FIFA tentou pela primeira vez regulamentar a Copa Intercontinental sob seus auspícios e expandi-la para incluir representantes de Europa, Ásia, África, América do Sul e América Norte-Central, mas a ideia não prosperou naquele momento, por oposição de UEFA e CONMEBOL, as organizadoras do certame. Neste mesmo ano, a Federação Mexicana de Futebol voltou a solicitar à CONMEBOL que fosse feita sua inclusão na Copa Intercontinental. Segundo o representante da Federação Mexicana, o pedido de inclusão feito pela mesma representava um desejo não só do México mas também de outros países norte-centro-americanos, caribenhos, asiáticos e africanos.

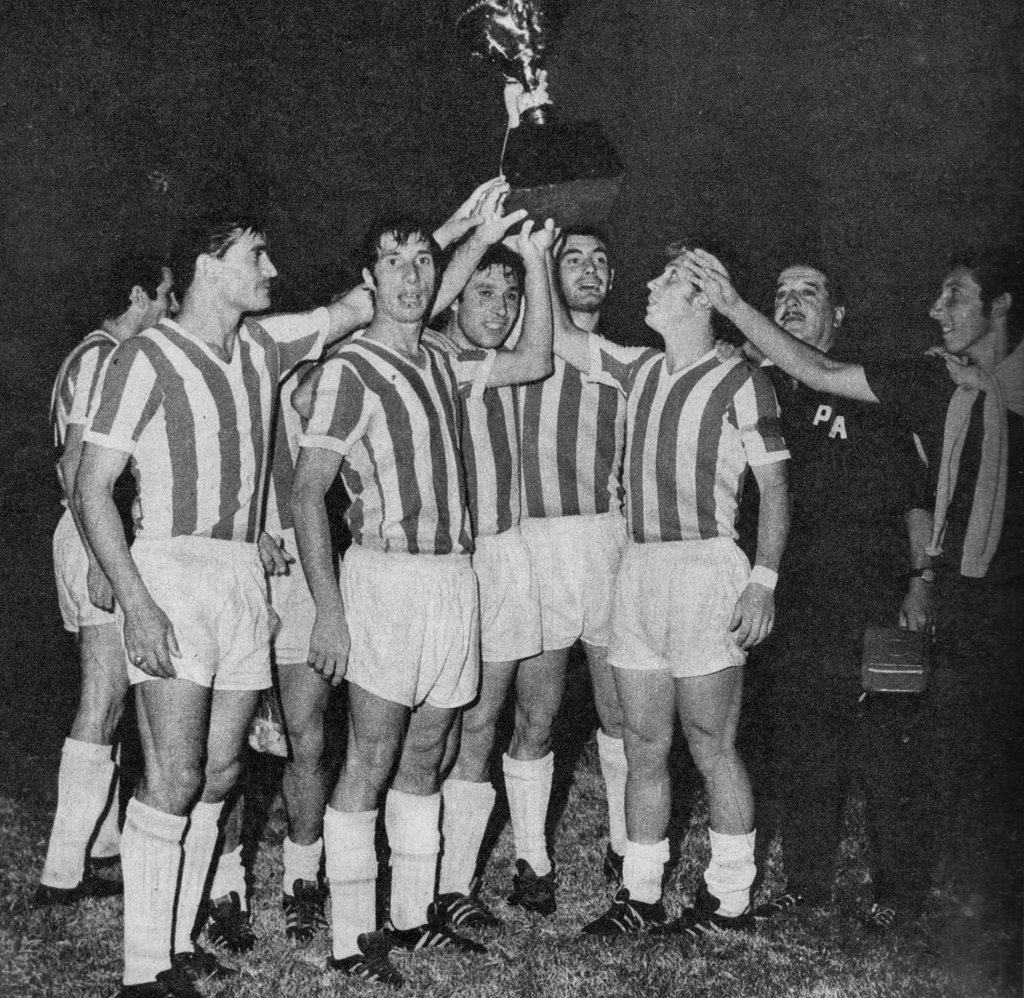
Time do Estudiantes de La Plata comemorando a conquista da Copa Interamericana, competição que surgiu em 1968 pela recusa da Conmebol em 1967 a aceitar equipes da Concacaf na Copa Libertadores. Em 1978 e 1981, clubes da Concacaf, os mexicanos Clube América e Pumas UNAM, venceram a Interamericana e com base nisso postularam representar as Américas na Copa Intercontinental. O clubes mexicanos não conseguiram seu intuito, e a Copa Intercontinental continuou reservada a europeus e sul-americanos.

Em 1967, com o estabelecimento naquele ano dos torneios continentais de clubes da AFC e da CONCACAF, o presidente da FIFA, Stanley Rous, propôs expandir a Copa Intercontinental, o que, segundo ele, ocorreria sob os auspícios  da FIFA. Segundo Stanley Rous, a AFC e a CONCACAF haviam solicitado a participação de seus campeões na Copa Intercontinental. Porém, as organizadoras da Copa Intercontinental, UEFA e CONMEBOL, eram contrárias a esta proposta de expansão da mesma.  No início de 1968, um artigo de Stanley Rous na revista FIFA News reafirmou a vontade da FIFA de criar um Campeonato Mundial de Clubes, com a participação de todos os campeões continentais existentes.
No ano de 1970, a FIFA propôs em seu Congresso a criação de um Mundial de Clubes (aberto a todas as confederações continentais), com a proposta desta vez sendo apoiada pelos sul-americanos, mas ainda rejeitada pelos europeus, não tendo sucesso. O Jornal do Brasil de 23/01/1970 observou que várias Confederações continentais já possuíam seus torneios continentais de clubes (naquela altura, Europa, América do Sul, América Norte-Central, Ásia e África já possuíam) e que para a FIFA "nada mais justo que agora ela possa a organizar partir de 1971 um torneio oficial e indicar o campeão mundial de clubes.".
Outras propostas de expansão da Copa Intercontinental ocorreram quando os clubes mexicanos Clube América e Pumas UNAM (da CONCACAF) venceram as edições de 1977 e 1980 da Copa Interamericana contra o campeão da Copa Libertadores (jogos realizados nos anos seguintes, 1978 e 1981), e com base nessa conquista postularam, com apoio da CONCACAF e de Abílio de Almeida (secretário do então presidente da FIFA João Havelange), representar as Américas na Copa Intercontinental contra o campeão europeu (1978 e 1981),  ou criar um triangular intercontinental UEFA-CONMEBOL-CONCACAF (1981). O acordo entre CONMEBOL e CONCACAF para a celebração da Copa Interamericana foi feito em outubro de 1968, e estabelecia que o vencedor da Copa Interamericana teria o direito de representar o continente americano contra o campeão europeu na Copa Intercontinental; porém, mesmo com as vitórias na Copa Interamericana de 1978 e 1980, os clubes mexicanos não foram incluídos na Copa Intercontinental.
Outras tentativas de expandir a Copa Intercontinental, abri-la à participação de outros continentes (outras confederações continentais)  e transformá-la numa Copa Mundial de Clubes foram feitas de 1973 a 1975, pelo jornal francês L'Equipe e pelo então candidato à presidência da FIFA João Havelange.

## A posição da FIFA
Segundo textos antigos no site da FIFA (produções do News Centre e não catalogados no site da FIFA como documentos oficiais de entidade), os campeões da Copa Europeia Sul-Americana (Intercontinental) eram chamados de campeões mundiais e podem alegar terem sido campeões mundiais, sendo "campeões mundiais" (entre aspas) em um título mundial "simbólico", que não tinha a mesma "dimensão" do Mundial de Clubes da FIFA. Segundo estes textos, da década de 2000, os clubes campeões da Copa do Mundo de Clubes da FIFA podem ser considerados "verdadeiros" campeões mundiais, pois esta é o "verdadeiro" confronto mundial de clubes. A Copa Intercontinental sempre foi oficial em nível confederativo, pois todas suas edições, de 1960 a 2004, foram consideradas títulos oficiais pela UEFA e CONMEBOL. Alguns textos do site da FIFA, ainda antes do reconhecimento definitivo em 2017, já citavam a Copa Intercontinental como predecessora da Copa do Mundo de Clubes da FIFA.

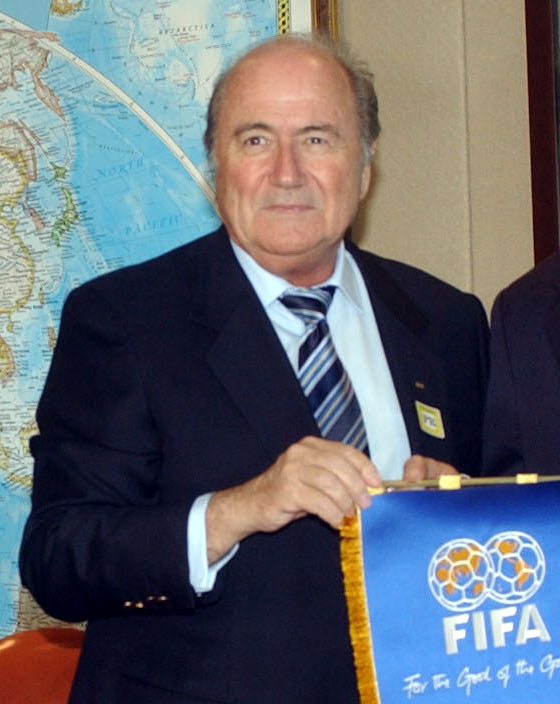
Joseph Blatter, presidente da FIFA, que em 2000 conseguiu realizar o que seus antecessores Stanley Rous e João Havelange propuseram em 1967, 1970 e 1974: criar a Copa do Mundo de Clubes.

Em 1999, o presidente da FIFA Joseph Blatter afirmou que a ideia de um "mundial de clubes" era incluir times do mundo todo. Em 2000, sobre a Copa Intercontinental, citou que não foi um evento oficial da FIFA e que esta abrigava apenas 2 continentes. Em 17 de dezembro de 2006, Blatter afirmou que o primeiro campeão mundial é o Corinthians Paulista. Em 15/12/2007, a FIFA, pelo seu Comitê Executivo, afirmou que seu primeiro mundial ocorreu em 2000. No mesmo sentindo, em 12 de dezembro de 2011, uma exposição no Japão apresentou o Corinthians como o primeiro clube campeão mundial.
Em 2013, Jerome Valcke, Secretário-Geral da FIFA, ao Globo Esporte, evitou a controvérsia: "Os que venceram a Copa Toyota e a Copa Intercontinental são campeões. Mudar a fórmula é normal, aconteceu muitas vezes mesmo com a Copa do Mundo. O importante é que uma competição sempre deixa um campeão, e isso fica para a história".
Em 7 de junho de 2014, ao reconhecer a Copa Rio de 1951, o Comitê Executivo da FIFA a reconheceu como "a primeira competição mundial de clubes e a Sociedade Esportiva Palmeiras como a vencedora", mas ressaltando que "No que diz respeito à Copa do Mundo de Clubes da FIFA, a primeira edição do torneio foi disputada em 2000 e seu vencedor foi o Corinthians".  O Comitê Executivo da FIFA é, segundo a própria, o único órgão da entidade com legitimidade para decidir sobre o reconhecimento oficial de competições que não foram organizadas pela entidade. No Relatório de Atividades da FIFA de 2005, afirma-se que a Copa Intercontinental foi considerada pelos participantes, quando de sua criação, como um título Mundial de Clubes, mas não há menção a tal visão ter sido oficialmente endossada pelo Comitê Executivo da FIFA.
Em junho de 2017, o presidente da CONMEBOL, Alejandro Domínguez, pediu para que a FIFA reconhecesse os campeões da Copa Intercontinental como campeões mundiais. Em 27 de outubro do mesmo ano foi realizada uma reunião na Índia, onde ficou decidido que os campeões do torneio eram oficialmente considerados campeões mundiais. O Statistical Kit passou a apresentar que os campeões da Intercontinental são reconhecidamente "Club World Champions". Ainda de acordo com este documento, emitido até 2019, sobre a história e as estatísticas da Copa do Mundo de Clubes da FIFA, a FIFA considera a Copa Intercontinental como um torneio absorvido (merged) em 2005 à Copa do Mundo de Clubes da FIFA, apresentando as estatísticas do antigo torneio.
Em 22 de novembro de 2018, a FIFA volta a gerar polêmica, ao divulgar em suas redes sociais oficiais que o único clube não europeu a ser bicampeão da Copa do Mundo de Clubes da FIFA (FIFA Club World Cup) é o Corinthians. Assim, parte da imprensa entendeu, erroneamente, que a entidade não consideraria oficialmente os vencedores da Copa Intercontinental como campeões mundiais. Porém, na referida postagem a FIFA se refere especificamente à Copa do Mundo de Clubes da FIFA (FIFA Club World Cup), e não ao conceito geral de "campeão mundial de clubes" ou de "competição mundial", que também inclui a Copa Intercontinental e a Copa Rio de 1951 (esta, com reconhecimento dado em 2014, não revogado pelo de 2017), conforme entendimentos publicados pela instituição.
Em 2024, noticiando sobre a Copa Intercontinental da FIFA, a entidade afirmou que o Real Madrid estava em sua "décima primeira final de competição de clubes da FIFA", unificando as competições nesta publicação. Em outro texto, a edição de 1992 da Copa Toyota foi denominada como Copa Intercontinental da FIFA. Em sua principal matéria sobre o evento mundial de 2024, a FIFA afirma que o "torneio entrava em uma nova fase de evolução": além do novo regulamento, confirma-se a "continuação" do mundial anual (considerando a antiga Copa Intercontinental nessa matéria). Assim, houve uma "renomeação" para Copa Intercontinental, listando-se, nesta matéria, todos os campeões desde 1960.

## A posição de alguns clubes vencedores
Dos doze clubes europeus campeões da Copa Intercontinental, seis, em seus sites oficiais, a listam nominalmente como Mundial de Clubes ou Copa do Mundo. São eles: Real Madrid, Porto, Bayern de Munique, Borussia Dortmund, Ajax e Feyenoord. Os outros 6 a listam como Copa Intercontinental. São eles: Milan, Internazionale, Juventus, Manchester United, Estrela Vermelha e Atlético de Madrid.  Entre os clubes europeus que já venceram tanto a Copa Intercontinental quanto a Copa do Mundo de Clubes da FIFA, o Real Madrid é o único que unifica as duas conquistas como Taça Mundial de Clubes, enquanto outros clubes separam as competições em suas listas de títulos. No entanto, mesmo entre os clubes europeus que não a tratam nominalmente como título mundial, alguns deles se referem ao valor de título mundial do torneio em citações em seus sites. Por exemplo, Milan, Juventus, Manchester United e Estrela Vermelha fazem essa referência. O Atlético de Madrid, campeão da Copa Intercontinental de 1974, realizada em 1975, lançou uma camisa na temporada 2014/15 em homenagem à conquista, com a inscrição na camisa escrita "Campeón del Mundo 1975".
Todos os clubes brasileiros vencedores tratam a Copa Intercontinental nominalmente como título Mundial, e em seu site o São Paulo "unifica" suas conquistas da Copa Intercontinental e da Copa do Mundo de Clubes da FIFA sob a mesma rubrica, Mundial Interclubes. Sobre os clubes sul-americanos não brasileiros vencedores da competição, o Olimpia cita "Campeón del Mundo - Copa Intercontinental", enquanto outros clubes a listam nominalmente "apenas" como Copa Intercontinental, mas todos também se referem ao "valor mundial" do certame, à "conquista do mundo" ou conquista do "topo do mundo" a partir da competição, em seus sites oficiais: Boca Juniors, River Plate, Estudiantes, o Vélez Sarsfield e Racing (Argentina); Nacional e Peñarol (Uruguai).
Conforme o Dicionário Michaelis, a palavra intercontinental significa: "Situado entre continentes"; "Que se faz de continente para continente"; "Relativo a dois ou mais continentes"; "Que une dois continentes". Ainda que possa designar, em sentido estrito, um nível intermediário entre os níveis continental e mundial, em sentido amplo pode significar apenas a ideia de algo "entre continentes". Por esta última interpretação, a Copa do Mundo de Clubes (ou qualquer evento que ostente caráter mundial) é intercontinental, pois trata-se de uma disputa entre os continentes, representados cada qual por seu campeão, pelo título de campeão mundial. Como exemplo prático disto, a Copa Intercontinental da FIFA, novo nome do torneio anual da FIFA a partir de 2024, continua a concentrar os seis campeões continentais.

## Campeões
Copa Intercontinental
| Ano           | Final | Final | Final | Sede(s) e data(s) |
| Ano           | Campeão | Placar(es) | Vice-campeão                                                                                                   | Sede(s) e data(s) |
| ------------- | --- | --- | --- | --- |
| 1960 Detalhes | Real Madrid Campeão da Liga dos Campeões da UEFA                                                               | 0 – 0 5 – 1 | Peñarol Campeão da Copa Libertadores da América                                                                | Estádio Centenario, Uruguai (3 de julho de 1960) Estádio Santiago Bernabéu, Espanha (4 de setembro de 1960)                                                             |
| 1961 Detalhes | Peñarol Campeão da Copa Libertadores da América                                                                | 0 – 1 5 – 0 2 – 1                                                                                              | Benfica Campeão da Liga dos Campeões da UEFA                                                                   | Estádio da Luz, Portugal (4 de setembro de 1961) Estádio Centenario, Uruguai (17 de setembro de 1961) Estádio Centenario, Uruguai (19 de setembro de 1961)              |
| 1962 Detalhes | Santos Campeão da Copa Libertadores da América                                                                 | 3 – 2 5 – 2 | Benfica Campeão da Liga dos Campeões da UEFA                                                                   | Maracanã, Brasil (19 de setembro de 1962) Estádio da Luz, Portugal (11 de outubro de 1962)                                                                              |
| 1963 Detalhes | Santos Campeão da Copa Libertadores da América                                                                 | 2 – 4 4 – 2 1 – 0                                                                                              | Milan Campeão da Liga dos Campeões da UEFA                                                                     | Estádio Giuseppe Meazza, Itália (16 de outubro de 1963) Maracanã, Brasil (14 de novembro de 1963) Maracanã, Brasil (16 de novembro de 1963)                             |
| 1964 Detalhes | Internazionale Campeão da Liga dos Campeões da UEFA                                                            | 0 – 1 2 – 0 1 – 0                                                                                              | Independiente Campeão da Copa Libertadores da América                                                          | La Doble Visera, Argentina (9 de setembro de 1964) Estádio Giuseppe Meazza, Itália (23 de setembro de 1964) Estádio Santiago Bernabéu, Espanha (26 de setembro de 1964) |
| 1965 Detalhes | Internazionale Campeão da Liga dos Campeões da UEFA                                                            | 3 – 0 0 – 0 | Independiente Campeão da Copa Libertadores da América                                                          | Estádio Giuseppe Meazza, Itália (8 de setembro de 1965) La Doble Visera, Argentina (15 de setembro de 1965)                                                             |
| 1966 Detalhes | Peñarol Campeão da Copa Libertadores da América                                                                | 2 – 0 | Real Madrid Campeão da Liga dos Campeões da UEFA                                                               | Estádio Centenario, Uruguai (12 de outubro de 1966) Estádio Santiago Bernabéu, Espanha (26 de outubro de 1966)                                                          |
| 1967 Detalhes | Racing Campeão da Copa Libertadores da América                                                                 | 0 – 1 2 – 1 1 – 0                                                                                              | Celtic Campeão da Liga dos Campeões da UEFA                                                                    | Hampden Park, Escócia (18 de outubro de 1967) Estádio Presidente Perón, Argentina (1 de novembro de 1967) Estádio Centenario, Uruguai (4 de novembro de 1967)           |
| 1968 Detalhes | Estudiantes Campeão da Copa Libertadores da América                                                            | 1 – 0 1 – 1 | Manchester United Campeão da Liga dos Campeões da UEFA                                                         | La Bombonera, Argentina (25 de setembro de 1968) Old Trafford, Inglaterra (16 de outubro de 1968)                                                                       |
| 1969 Detalhes | Milan Campeão da Liga dos Campeões da UEFA                                                                     | 3 – 0 1 – 2 | Estudiantes Campeão da Copa Libertadores da América                                                            | Estádio Giuseppe Meazza, Itália (8 de setembro de 1969) La Bombonera, Argentina (22 de outubro de 1969)                                                                 |
| 1970 Detalhes | Feyenoord Campeão da Liga dos Campeões da UEFA                                                                 | 2 – 2 1 – 0 | Estudiantes Campeão da Copa Libertadores da América                                                            | La Bombonera, Argentina (26 de agosto de 1970) Estádio De Kuip, Países Baixos (9 de setembro de 1970)                                                                   |
| 1971 Detalhes | Nacional Campeão da Copa Libertadores da América                                                               | 1 – 1 2 – 1 | Panathinaikos Vice-campeão da Liga dos Campeões da UEFA                                                        | Estádio Karaiskakis, Grécia (15 de dezembro de 1971) Estádio Centenario, Uruguai (28 de dezembro de 1971)                                                               |
| 1972 Detalhes | Ajax Campeão da Liga dos Campeões da UEFA                                                                      | 1 – 1 3 – 0 | Independiente Campeão da Copa Libertadores da América                                                          | La Doble Visera, Argentina (6 de setembro de 1972) Olímpico de Amsterdã, Países Baixos (28 de setembro de 1972)                                                         |
| 1973 Detalhes | Independiente Campeão da Copa Libertadores da América                                                          | 1 – 0 | Juventus Vice-campeão da Liga dos Campeões da UEFA                                                             | Olímpico de Roma, Itália (28 de novembro de 1973) |
| 1974 Detalhes | Atlético de Madrid Vice-campeão da Liga dos Campeões da UEFA                                                   | 0 – 1 2 – 0 | Independiente Campeão da Copa Libertadores da América                                                          | La Doble Visera, Argentina (12 de março de 1975) Estádio Vicente Calderón, Espanha (10 de abril de 1975)                                                                |
| 1975 Detalhes | Não realizado Bayern de Munique x Independiente Ambos os times não acertaram datas para jogar.                 | Não realizado Bayern de Munique x Independiente Ambos os times não acertaram datas para jogar.                 | Não realizado Bayern de Munique x Independiente Ambos os times não acertaram datas para jogar.                 | Não realizado Bayern de Munique x Independiente Ambos os times não acertaram datas para jogar.                                                                          |
| 1976 Detalhes | Bayern de Munique Campeão da Liga dos Campeões da UEFA                                                         | 2 – 0 0 – 0 | Cruzeiro Campeão da Copa Libertadores da América                                                               | Olímpico de Munique, Alemanha (23 de novembro de 1976) Mineirão, Brasil (21 de dezembro de 1976)                                                                        |
| 1977 Detalhes | Boca Juniors Campeão da Copa Libertadores da América                                                           | 2 – 2 3 – 0 | Borussia Mönchengladbach Vice-campeão da Liga dos Campeões da UEFA                                             | La Bombonera, Argentina (21 de março de 1978) Wildparkstadion, Alemanha (1 de agosto de 1978)                                                                           |
| 1978 Detalhes | Não realizado Liverpool x Boca Juniors Ambos os times desistiram de jogar devido a problemas com o calendário. | Não realizado Liverpool x Boca Juniors Ambos os times desistiram de jogar devido a problemas com o calendário. | Não realizado Liverpool x Boca Juniors Ambos os times desistiram de jogar devido a problemas com o calendário. | Não realizado Liverpool x Boca Juniors Ambos os times desistiram de jogar devido a problemas com o calendário.                                                          |
| 1979 Detalhes | Olimpia Campeão da Copa Libertadores da América                                                                | 1 – 0 2 – 1 | Malmö Vice-campeão da Liga dos Campeões da UEFA                                                                | Malmö Stadion, Suécia (18 de novembro de 1979) Defensores del Chaco, Paraguai (2 de março de 1980)                                                                      |

Copa Europeia/Sul-Americana
| Ano           | Final                                                   | Final                   | Final                                                      | Sede(s) e data(s)                                                 |
| Ano           | Campeão                                                 | Placar(es)              | Vice-campeão                                               | Sede(s) e data(s)                                                 |
| ------------- | ------------------------------------------------------- | ----------------------- | ---------------------------------------------------------- | ----------------------------------------------------------------- |
| 1980 Detalhes | Nacional Campeão da Copa Libertadores da América        | 1 – 0                   | Nottingham Forest Campeão da Liga dos Campeões da UEFA     | Estádio Olímpico de Tóquio, Japão (11 de fevereiro de 1981)       |
| 1981 Detalhes | Flamengo Campeão da Copa Libertadores da América        | 3 – 0                   | Liverpool Campeão da Liga dos Campeões da UEFA             | Estádio Olímpico de Tóquio, Japão (13 de dezembro de 1981)        |
| 1982 Detalhes | Peñarol Campeão da Copa Libertadores da América         | 2 – 0                   | Aston Villa Campeão da Liga dos Campeões da UEFA           | Estádio Olímpico de Tóquio, Japão (12 de dezembro de 1982)        |
| 1983 Detalhes | Grêmio Campeão da Copa Libertadores da América          | 2 – 1 (pro)             | Hamburgo Campeão da Liga dos Campeões da UEFA              | Estádio Olímpico de Tóquio, Japão (11 de dezembro de 1983)        |
| 1984 Detalhes | Independiente Campeão da Copa Libertadores da América   | 1 – 0                   | Liverpool Campeão da Liga dos Campeões da UEFA             | Estádio Olímpico de Tóquio, Japão (9 de dezembro de 1984)         |
| 1985 Detalhes | Juventus Campeão da Liga dos Campeões da UEFA           | 2 – 2 (pro) 4 – 2 (pen) | Argentinos Juniors Campeão da Copa Libertadores da América | Estádio Olímpico de Tóquio, Japão (8 de dezembro de 1985)         |
| 1986 Detalhes | River Plate Campeão da Copa Libertadores da América     | 1 – 0                   | Steaua Bucuresti Campeão da Liga dos Campeões da UEFA      | Estádio Olímpico de Tóquio, Japão (14 de dezembro de 1986)        |
| 1987 Detalhes | Porto Campeão da Liga dos Campeões da UEFA              | 2 – 1 (pro)             | Peñarol Campeão da Copa Libertadores da América            | Estádio Olímpico de Tóquio, Japão (13 de dezembro de 1987)        |
| 1988 Detalhes | Nacional Campeão da Copa Libertadores da América        | 2 – 2 (pro) 7 – 6 (pen) | PSV Eindhoven Campeão da Liga dos Campeões da UEFA         | Estádio Olímpico de Tóquio, Japão (11 de dezembro de 1988)        |
| 1989 Detalhes | Milan Campeão da Liga dos Campeões da UEFA              | 1 – 0 (pro)             | Atlético Nacional Campeão da Copa Libertadores da América  | Estádio Olímpico de Tóquio, Japão (17 de dezembro de 1989)        |
| 1990 Detalhes | Milan Campeão da Liga dos Campeões da UEFA              | 3 – 0                   | Olimpia Campeão da Copa Libertadores da América            | Estádio Olímpico de Tóquio, Japão (9 de dezembro de 1990)         |
| 1991 Detalhes | Estrela Vermelha Campeão da Liga dos Campeões da UEFA   | 3 – 0                   | Colo-Colo Campeão da Copa Libertadores da América          | Estádio Olímpico de Tóquio, Japão (8 de dezembro de 1991)         |
| 1992 Detalhes | São Paulo Campeão da Copa Libertadores da América       | 2 – 1                   | Barcelona Campeão da Liga dos Campeões da UEFA             | Estádio Olímpico de Tóquio, Japão (13 de dezembro de 1992)        |
| 1993 Detalhes | São Paulo Campeão da Copa Libertadores da América       | 3 – 2                   | Milan Vice-campeão da Liga dos Campeões da UEFA            | Estádio Olímpico de Tóquio, Japão (12 de dezembro de 1993)        |
| 1994 Detalhes | Vélez Sarsfield Campeão da Copa Libertadores da América | 2 – 0                   | Milan Campeão da Liga dos Campeões da UEFA                 | Estádio Olímpico de Tóquio, Japão (1 de dezembro de 1994)         |
| 1995 Detalhes | Ajax Campeão da Liga dos Campeões da UEFA               | 0 – 0 (pro) 4 – 3 (pen) | Grêmio Campeão da Copa Libertadores da América             | Estádio Olímpico de Tóquio, Japão (28 de novembro de 1995)        |
| 1996 Detalhes | Juventus Campeão da Liga dos Campeões da UEFA           | 1 – 0                   | River Plate Campeão da Copa Libertadores da América        | Estádio Olímpico de Tóquio, Japão (26 de novembro de 1996)        |
| 1997 Detalhes | Borussia Dortmund Campeão da Liga dos Campeões da UEFA  | 2 – 0                   | Cruzeiro Campeão da Copa Libertadores da América           | Estádio Olímpico de Tóquio, Japão (2 de dezembro de 1997)         |
| 1998 Detalhes | Real Madrid Campeão da Liga dos Campeões da UEFA        | 2 – 1                   | Vasco da Gama Campeão da Copa Libertadores da América      | Estádio Olímpico de Tóquio, Japão (1 de dezembro de 1998)         |
| 1999 Detalhes | Manchester United Campeão da Liga dos Campeões da UEFA  | 1 – 0                   | Palmeiras Campeão da Copa Libertadores da América          | Estádio Olímpico de Tóquio, Japão (30 de novembro de 1999)        |
| 2000 Detalhes | Boca Juniors Campeão da Copa Libertadores da América    | 2 – 1                   | Real Madrid Campeão da Liga dos Campeões da UEFA           | Estádio Olímpico de Tóquio, Japão (28 de novembro de 2000)        |
| 2001 Detalhes | Bayern de Munique Campeão da Liga dos Campeões da UEFA  | 1 – 0 (pro)             | Boca Juniors Campeão da Copa Libertadores da América       | Estádio Olímpico de Tóquio, Japão (27 de novembro de 2001)        |
| 2002 Detalhes | Real Madrid Campeão da Liga dos Campeões da UEFA        | 2 – 0                   | Olimpia Campeão da Copa Libertadores da América            | Estádio Internacional de Yokohama, Japão (3 de dezembro de 2002)  |
| 2003 Detalhes | Boca Juniors Campeão da Copa Libertadores da América    | 1 – 1(pro) 3 – 1 (pen)  | Milan Campeão da Liga dos Campeões da UEFA                 | Estádio Internacional de Yokohama, Japão (14 de dezembro de 2003) |
| 2004 Detalhes | Porto Campeão da Liga dos Campeões da UEFA              | 0 – 0 (pro) 8 – 7 (pen) | Once Caldas Campeão da Copa Libertadores da América        | Estádio Internacional de Yokohama, Japão (12 de dezembro de 2004) |

### Por clube
| Clubes                   | Títulos               | Vices                       |
| ------------------------ | --------------------- | --------------------------- |
| Milan                    | 3 (1969, 1989 e 1990) | 4 (1963, 1993, 1994 e 2003) |
| Peñarol                  | 3 (1961, 1966 e 1982) | 2 (1960 e 1987)             |
| Real Madrid              | 3 (1960, 1998 e 2002) | 2 (1966 e 2000)             |
| Boca Juniors             | 3 (1977, 2000 e 2003) | 1 (2001)                    |
| Nacional                 | 3 (1971, 1980 e 1988) | 0                           |
| Independiente            | 2 (1973 e 1984)       | 4 (1964, 1965, 1972 e 1974) |
| Juventus                 | 2 (1985 e 1996)       | 1 (1973)                    |
| Santos                   | 2 (1962 e 1963)       | 0                           |
| Internazionale           | 2 (1964 e 1965)       | 0                           |
| São Paulo                | 2 (1992 e 1993)       | 0                           |
| Ajax                     | 2 (1972 e 1995)       | 0                           |
| Bayern de Munique        | 2 (1976 e 2001)       | 0                           |
| Porto                    | 2 (1987 e 2004)       | 0                           |
| Estudiantes              | 1 (1968)              | 2 (1969 e 1970)             |
| Olimpia                  | 1 (1979)              | 2 (1990 e 2002)             |
| Grêmio                   | 1 (1983)              | 1 (1995)                    |
| River Plate              | 1 (1986)              | 1 (1996)                    |
| Manchester United        | 1 (1999)              | 1 (1968)                    |
| Racing                   | 1 (1967)              | 0                           |
| Feyenoord                | 1 (1970)              | 0                           |
| Atlético de Madrid       | 1 (1974)              | 0                           |
| Flamengo                 | 1 (1981)              | 0                           |
| Estrela Vermelha         | 1 (1991)              | 0                           |
| Vélez Sarsfield          | 1 (1994)              | 0                           |
| Borussia Dortmund        | 1 (1997)              | 0                           |
| Benfica                  | 0                     | 2 (1961 e 1962)             |
| Liverpool                | 0                     | 2 (1981 e 1984)             |
| Cruzeiro                 | 0                     | 2 (1976 e 1997)             |
| Celtic                   | 0                     | 1 (1967)                    |
| Panathinaikos            | 0                     | 1 (1971)                    |
| Borussia Mönchengladbach | 0                     | 1 (1977)                    |
| Malmö                    | 0                     | 1 (1979)                    |
| Nottingham Forest        | 0                     | 1 (1980)                    |
| Aston Villa              | 0                     | 1 (1982)                    |
| Hamburgo                 | 0                     | 1 (1983)                    |
| Argentinos Juniors       | 0                     | 1 (1985)                    |
| Steaua Bucareste         | 0                     | 1 (1986)                    |
| PSV Eindhoven            | 0                     | 1 (1988)                    |
| Atlético Nacional        | 0                     | 1 (1989)                    |
| Colo-Colo                | 0                     | 1 (1991)                    |
| Barcelona                | 0                     | 1 (1992)                    |
| Vasco da Gama            | 0                     | 1 (1998)                    |
| Palmeiras                | 0                     | 1 (1999)                    |
| Once Caldas              | 0                     | 1 (2004)                    |

### Por país
| País          | Títulos                                                   | Vices                                                     |
| ------------- | --------------------------------------------------------- | --------------------------------------------------------- |
| Argentina     | 9 (1967, 1968, 1973, 1977, 1984, 1986, 1994, 2000 e 2003) | 9 (1964, 1965, 1969, 1970, 1972, 1974, 1985, 1996 e 2001) |
| Itália        | 7 (1964, 1965, 1969, 1985, 1989, 1990 e 1996)             | 5 (1963, 1973, 1993, 1994 e 2003)                         |
| Brasil        | 6 (1962, 1963, 1981, 1983, 1992 e 1993)                   | 5 (1976, 1995, 1997, 1998 e 1999)                         |
| Uruguai       | 6 (1961, 1966,1971,1980, 1982 e 1988)                     | 2 (1960 e 1987)                                           |
| Espanha       | 4 (1960, 1974, 1998 e 2002)                               | 3 (1966, 1992 e 2000)                                     |
| Alemanha      | 3 (1976, 1997 e 2001)                                     | 2 (1977 e 1983)                                           |
| Países Baixos | 3 (1970, 1972 e 1995)                                     | 1 (1988)                                                  |
| Portugal      | 2 (1987 e 2004)                                           | 2 (1961 e 1962)                                           |
| Inglaterra    | 1 (1999)                                                  | 5 (1968, 1980, 1981, 1982 e 1984)                         |
| Paraguai      | 1 (1979)                                                  | 2 (1990 e 2002)                                           |
| Sérvia        | 1 (1991)                                                  | 0                                                         |
| Colômbia      | 0                                                         | 2 (1989 e 2004)                                           |
| Escócia       | 0                                                         | 1 (1967)                                                  |
| Grécia        | 0                                                         | 1 (1971)                                                  |
| Suécia        | 0                                                         | 1 (1979)                                                  |
| Roménia       | 0                                                         | 1 (1986)                                                  |
| Chile         | 0                                                         | 1 (1991)                                                  |

### Por confederação
| Confederação | Títulos | Vices | Clubes vencedores | Países |
| ------------ | ------- | ----- | ----------------- | ------ |
| CONMEBOL     | 22      | 21    | 13                | 4      |
| UEFA         | 21      | 22    | 12                | 7      |

## Melhor jogador
Desde 1980
| Ano  | Jogador              | Clube             |
| ---- | -------------------- | ----------------- |
| 2004 | Maniche              | Porto             |
| 2003 | Matías Donnet        | Boca Juniors      |
| 2002 | Ronaldo              | Real Madrid       |
| 2001 | Samuel Kuffour       | FC Bayern München |
| 2000 | Martín Palermo       | Boca Juniors      |
| 1999 | Ryan Giggs           | Manchester United |
| 1998 | Raúl                 | Real Madrid       |
| 1997 | Andreas Möller       | Borussia Dortmund |
| 1996 | Alessandro Del Piero | Juventus          |
| 1995 | Danny Blind          | Ajax              |
| 1994 | Omar Asad            | Vélez Sársfield   |
| 1993 | Cerezo               | São Paulo         |
| 1992 | Raí                  | São Paulo         |
| 1991 | Vladimir Jugović     | Estrela Vermelha  |
| 1990 | Frank Rijkaard       | Milan             |
| 1989 | Alberigo Evani       | Milan             |
| 1988 | Santiago Ostolaza    | Nacional          |
| 1987 | Rabah Madjer         | Porto             |
| 1986 | Antonio Alzamendi    | River Plate       |
| 1985 | Michel Platini       | Juventus          |
| 1984 | José Percudani       | Independiente     |
| 1983 | Renato Gaúcho        | Grêmio            |
| 1982 | Jair                 | Peñarol           |
| 1981 | Zico                 | Flamengo          |
| 1980 | Waldemar Victorino   | Nacional          |

## Tentativa de retorno, novas supercopas CONMEBOL-UEFA e homônima da FIFA
Em junho de 2017, Alejandro Domínguez citou, em entrevista a uma rádio argentina, que as negociações entre CONMEBOL e UEFA para uma reedição da Copa Intercontinental, a ser jogada em 2018, estavam bastante adiantadas. Porém, em 2019, disse que os planos foram adiados em razão do projeto Mundial de Clubes FIFA, quadrienal e com dezenas de times, que estava previsto para ser inaugurado, na época, em 2021.
A Copa Intercontinental Sub-20 (Copa Libertadores sub-20 x Liga Jovem da UEFA) foi estreada em 2022, visando anuidade. As confederações ainda lançaram duas outras competições, entre profissionais: a Copa dos Campeões da CONMEBOL–UEFA (entre seleções campeãs de copas continentais: Copa América x Eurocopa), em 2022, e o Desafio de Clubes da UEFA–CONMEBOL (entre clubes campeões continentais de torneios secundários: Copa Sul-Americana x Liga Europa), em 2023. Esta primeira possui sua versão feminina (Copa América Feminina x Eurocopa Feminina).
Em 2024, a FIFA renomeou sua competição mundial anual para Copa Intercontinental da FIFA, inspirando-se no nome do antigo embate entre CONMEBOL e UEFA. É o novo formato da Copa do Mundo de Clubes da FIFA, sendo sua continuação, também englobando os seis campeões continentais, em sistema eliminatório. O campeão europeu passou a entrar diretamente na final, enquanto o sul-americano nas "quartas de final". Trata-se de uma eliminatória contra o campeão da Copa dos Campeões da CONCACAF, denominada pela FIFA de "Dérbi das Américas", relembrando a extinta Copa Interamericana.